# Taras Bulba (film)
Taras Bulba (Тарас Бульба) è un film del 2009 diretto da Vladimir Bortko, basato sull'omonimo romanzo di Nikolaj Gogol'.

## Produzione
Il film è stato girato in diversi luoghi dell'Ucraina, come Zaporižžja, Hotin e Kam"janec'-Podil's'kyj così come anche in Polonia. La distribuzione ufficiale è stata spostata più volte, in un primo momento per la primavera del 2008, infine al 2 aprile 2009, in coincidenza con il bicentenario di Gogol'.